# Tellurian Defense
Tellurian Defense est un jeu vidéo de combat spatial développé et édité par Psygnosis, sorti en 1999 sous Windows. La version allemande est intitulée Tellurian Defence.

## Accueil
- PC Zone : 5,6/10[1]